# ویل گیر
ویل گیر (انگلیسی: Will Geer؛ ۹ مارس ۱۹۰۲ – ۲۲ آوریل ۱۹۷۸) هنرپیشه اهل ایالات متحده آمریکا بود. وی بین سال‌های ۱۹۳۲ تا ۱۹۷۸ میلادی فعالیت می‌کرد.
از فیلم‌ها و مجموعه‌های تلویزیونی‌ای که وی در آن نقش داشته است، می‌توان ناپلئون و سمنتا، نمک زمین، دومی‌ها، پیروزی درخشان، خانواده والتون، در کمال خونسردی و جرمیا جانسون را نام برد.